# Tony Pulis
Anthony Richard ("Tony") Pulis (Newport, 16 januari 1958) is een Welsh voetbalcoach en voormalig voetballer.

## Trainerscarrière
Hij startte zijn trainerscarrière in 1992 bij AFC Bournemouth (tot 1994), en werkte daarna achtereenvolgens bij Gillingham FC, Bristol City, Portsmouth FC, Stoke City FC en Plymouth Argyle FC.
Op 15 juni 2006 werd hij voor de tweede maal hoofdcoach van Stoke City, als opvolger van Johan Boskamp. Pulis stond op 14 mei 2011 met Stoke City in de finale van de strijd om de FA Cup. Daarin verloor zijn ploeg met 1-0 van Manchester City door een treffer in de 74ste minuut van Yaya Touré.
Op 21 mei 2013 verliet hij Stoke. In november van dat jaar ging hij aan de slag bij Crystal Palace FC, dat hij naar de elfde plaats in de Premier League leidde. Twee dagen voor het begin van het nieuwe seizoen (2014/15) stapte hij op bij Palace na onenigheid met voorzitter Steve Parish.
Pulis krijgt soms de kritiek dat hij vrij defensieve tactiek hanteert, maar wordt gerespecteerd om de solide prestaties die hij al behaalde bij ploegen met beperkte budgetten. Hij degradeerde in zijn carrière nog nooit met de ploegen die hij trainde.
Op 1 januari 2015 werd hij aangesteld als manager van West Bromwich Albion, waar hij de ontslagen Alan Irvine opvolgde. West Brom stond op dat moment zestiende in de tussenstand, met 19 punten uit 17 wedstrijden. Bijna drie jaar later, op maandag 20 november 2017, kreeg hij zijn ontslag bij die club, die op dat moment tien wedstrijden niet had gewonnen en één punt boven de degradatiestreep stond in de Premier League. Twee dagen eerder ging West Bromwich Albion met 4-0 onderuit tegen regerend landskampioen Chelsea.
1994: Ferguson · 1995: Dalglish · 1996–1997: Ferguson · 1998: Wenger · 1999–2000: Ferguson · 2001: Burley · 2002: Wenger · 2003: Ferguson · 2004: Wenger · 2005–2006: Mourinho · 2007–2009: Ferguson · 2010: Redknapp · 2011: Ferguson · 2012: Pardew · 2013: Ferguson · 2014: Pulis · 2015: Mourinho · 2016: Ranieri · 2017: Conte · 2018–2019: Guardiola · 2020: Klopp · 2021: Guardiola · 2022: Klopp · 2023–2024: Guardiola